# چئونگ (غذا)
چئونگ (به کره‌ای: 청 و 淸)، نامی برای انواع غذاهای شیرین به شکل شربت، مارمالاد و میوه‌های نگهدارنده است. در غذاهای کره‌ای، چونگ به عنوان پایهٔ چای، به عنوان جایگزین عسل یا شکر در پخت‌وپز، به عنوان چاشنی و همچنین به عنوان داروی جایگزین برای درمان سرماخوردگی و سایر بیماری‌های جزئی استفاده می‌شود.
در اصل، کلمهٔ چئونگ برای اشاره به عسل در غذاهای دربار سلطنتی کره استفاده می‌شده‌است. نام چئونگ (به معنی "عسل ساخته شده") به مولیه‌ئوت (فرم مایع یوت) و سایر جایگزین‌های عسل ساخته شده توسط بشر نسبت داده شد. اکنون، عسل در کره ای به ندرت چئونگ نامیده می‌شود، اما در عوض ککول (꿀) نامیده می‌شود که نام بومی (غیر سینوکره‌ای) عسل است. نام ککول (kkul) در گذشته، در خارج از دربار سلطنتی استفاده می‌شده‌است.